# Corbières (Weinbaugebiet)
Die  AOC Corbières ist ein offizielles Weinbaugebiet im französischen Languedoc.
Es ist in den großen Teilen deckungsgleich mit dem gleichnamigen mediterranen Mittelgebirge Corbières, das sich über die Départements Aude und Pyrénées-Orientales erstreckt. Die Herkunftsbezeichnung Corbières verfügt seit dem 24. Dezember 1985 über den Status einer Appellation d’Origine Contrôlée (kurz AOC) und umfasst ca. 14.400 Hektar Rebfläche. Die Corbieres-Weine werden in Farben rot, rosé und weiß angebaut. Teilweise überlagert das Anbaugebiet der AOC Corbières andere offizielle Anbaugebiete. So überlagern sich zeitweise in den Corbières maritimes die AOC Fitou (Wein) und die AOC Corbières, wobei anzumerken ist, dass die AOC Fitou (Wein) die höherwertige AOC ist.

## Beschreibung
Die Corbières erzeugen gut ein Prozent der französischen Weinproduktion. Während bis in die 1980er Jahre hinein vorwiegend preiswerte Tafel- und Landweine erzeugt wurden, ist seitdem eine Tendenz zu besseren und teureren Weinen erkennbar. Die wichtigsten Rebsorten sind Carignan, Grenache und Syrah (Rotweinsorten). Während früher der Wein vorwiegend in Winzergenossenschaften (Cave Coopératives) erzeugt wurde, geht der Trend mittlerweile eindeutig zu einzelnen Weingütern/Winzern, die ihren Wein selbst vermarkten. Damit verbunden ist auch eine deutliche Qualitätssteigerung. Dies wird für den Kunden vor allem durch die informativere Etikettierung der Flaschen sichtbar. Während beim einfachen Land- oder Tafelwein nur die Region und die Winzergenossenschaft vermerkt sind, stellt man beim Qualitätswein mehr Informationen auf dem Etikett dar, zum Beispiel Name des Weingutes, Rebsorte, Alkoholgehalt, Qualitätsstufe (A.O.C., Vin de pays d’oc, Vin Doux Naturel, und so weiter).

## Rebsorten
Generell gilt im Weinbaugebiet Corbières eine Ertragsobergrenze von 50 Hektoliter/Hektar.

### Rotwein
In der Appellation Corbières werden zu ca. 87 % Rotwein hergestellt. Zugelassene Rebsorten sind Carignan, Grenache, Lledoner Pelut, Mourvèdre, Piquepoul Noir, Terret Noir, Syrah und Cinsault.
Der gemeinsame Anteil von Syrah, Mourvèdre, Grenache und Lledoner pelut beträgt seit dem Jahr 2003 mindestens 50 %. Der Anteil von Cinsault wurde auf maximal 20 % beschränkt.
Der Mindestalkoholgehalt beträgt 11,5 Vol.-%.

### Weißwein
Zugelassene Hauptsorten sind Bourboulenc (hier Malvoisie genannt), Grenache Blanc, Macabeo (hier Macabeu genannt), Marsanne blanche, Roussanne sowie Vermentino (hier Rolle genannt). Der gemeinsame Anteil der Nebensorten Clairette Blanche, Muscat blanc à petits grains, Piquepoul Blanc und Terret Blanc oder Terret Gris darf 10 % nicht übersteigen.
Der Mindestalkoholgehalt beträgt 11,0 Vol.-%.

### Roséwein
Zugelassene Sorten sind Carignan, Grenache, Lledoner pelut, Mourvèdre, Piquepoul Noir, Terret Noir, Syrah, Cinsault sowie alle für den Weißwein von Corbières zugelassenen Rebsorten. Der Anteil der Sorten Syrah, Mourvèdre, Grenache, Lledoner pelut und Piquepoul Noir stellen gemeinsam mindestens 25 % des Mischsatzes dar.
- Der gemeinsame Anteil von Carignan und Terret Noir beträgt maximal 50 %.
- Der gemeinsame Anteil der weißen Sorten darf insgesamt 10 % nicht übersteigen.

Der Mindestalkoholgehalt beträgt 11,0 Vol.-%.

## Gebiet

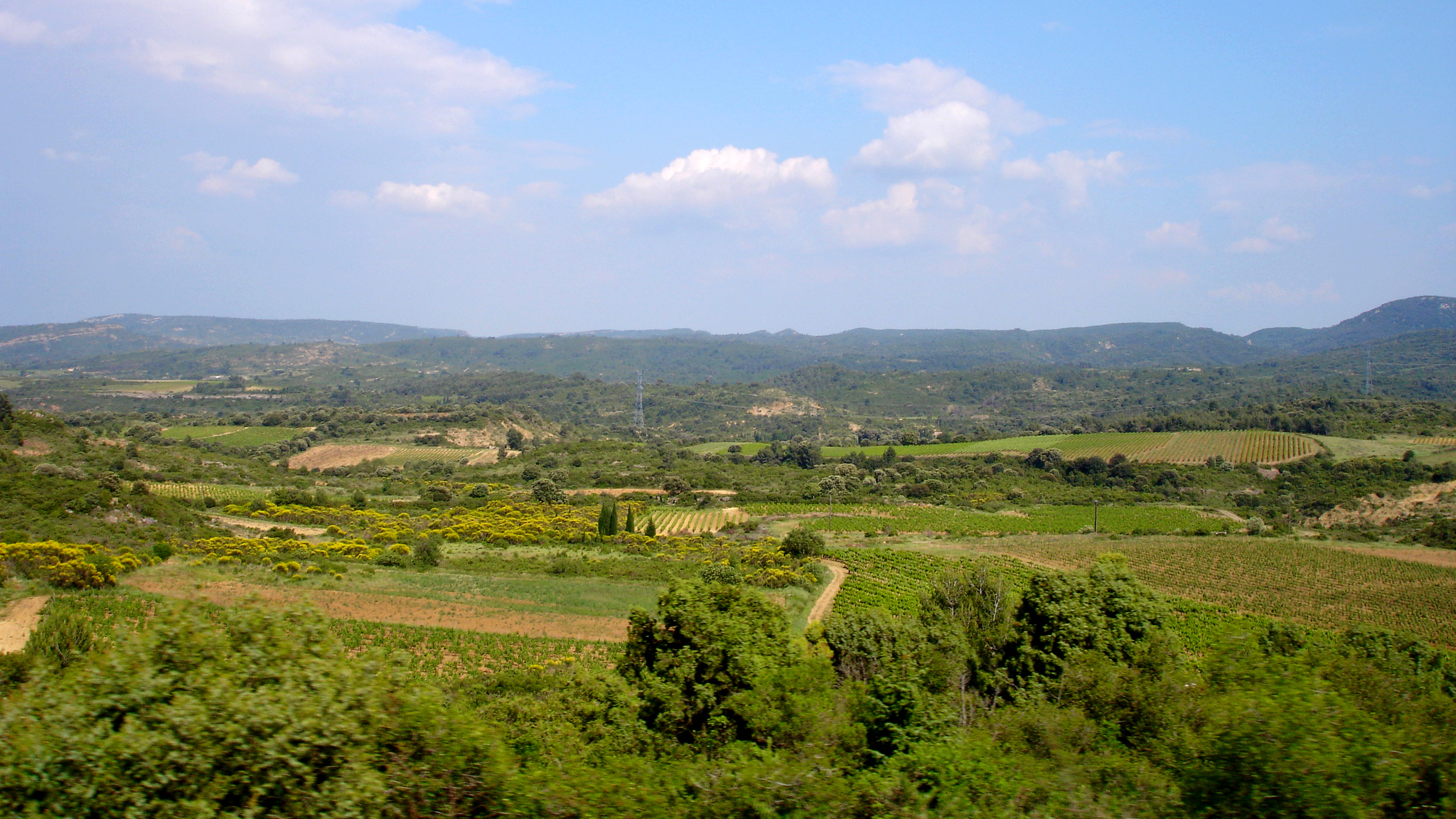
Die trockene Landschaft des Corbières

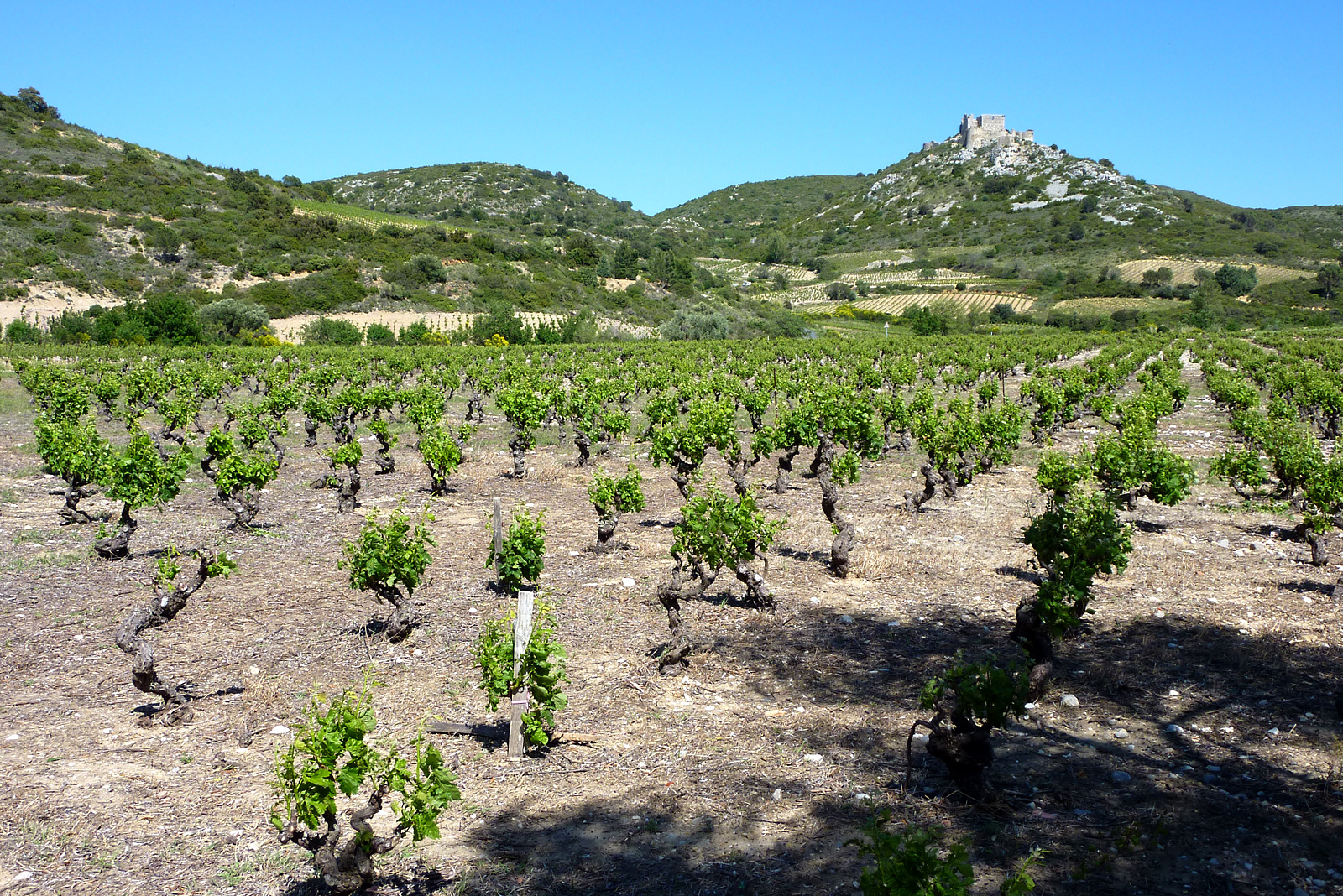
Weinanbau im Corbières, im Hintergrund die Burgruine Aguilar

Das Weinbaugebiet erstreckt sich von den Hügeln des Corbières ca. 50 km landeinwärts (bei Carcassonne) bis nach Narbonne an der Mittelmeerküste. Dieser große Bereich mit 87 Gemeinden ist auf Grund der heterogenen Verhältnisse in 11 Subzonen aufgeteilt. Diese Subzonen sind:
- Boutenac
- Durban
- Fontfroide
- Lagrasse
- Lézignan
- Montagne d´Alaric
- Saint-Victor
- Serviès
- Sigean
- Termenès
- Quéribus

Es gibt konkrete Überlegungen zur definitiven Aufteilung des Corbières in mehrere Appellationen.
In der ariden, mehrheitlich auf etwa 400–500 Höhenmeter gelegenen Gegend mit wenig fruchtbaren Kalkböden stellt der Weinbau die einzige landwirtschaftliche Erwerbsquelle dar. Jährlich werden rund 660.000 Hektoliter Wein hergestellt.

### Zugelassene Gemeinden
Die 87 Gemeinden liegen im Département Aude. Zugelassen sind die Gemeinden Albas, Arquettes-en-Val, Bages, Barbaira, Bizanet, Boutenac, Camplong-d’Aude, Canet-d’Aude, Capendu, Cascastel-des-Corbières, Caunettes-en-Val, Caves, Comignes, Conilhac, Coustouge, Cruscades, Cucugnan, Davejean, Dernacueillette, Douzens, Duilhac-sous-Peyrepertuse, Durban-Corbières, Embres-et-Castelmaure, Escales, Fabrezan, Félines-Termenès, Ferrals-les-Corbières, Feuilla, Fitou, Floure, Fontcouverte, Fontiès-d’Aude, Fontjoncouse, Fraissé-des-Corbières, Gruissan, Jonquières, Labastide-en-Val, Lagrasse, La Palme, Laroque-de-Fa, Leucate, Lézignan-Corbières, Luc-sur-Orbieu, Maironnes, Maisons, Montbrun-des-Corbières, Montgaillard, Montirat, Montlaur, Montredon, Montséret, Monze, Moux, Narbonne, Névian, Ornaisons, Padern, Palairac, Paziols, Peyriac-de-Mer, Port-la-Nouvelle, Portel-des-Corbières, Pradelles-en-Val, Quintillan, Ribaute, Rieux-en-Val, Roquefort-des-Corbières, Rouffiac-des-Corbières, Saint-André-de-Roquelongue, Saint-Jean-de-Barrou, Saint-Laurent-de-la-Cabrerisse, Saint-Pierre-des-Champs, Servies-en-Val, Sigean, Talairan, Taurize, Termes, Thézan-des-Corbières, Tournissan, Treilles, Tuchan, Villar-en-Val, Vignevieille, Villeneuve-les-Corbières, Villerouge-Termenès, Villesèque-des-Corbières, Villetritouls.